# Идолты (остановочный пункт)
Идолты (транслит. Idolta, бел Ідолта, нормативное название — Идолта) — остановка Витебского отделения Белорусской железной дороги в Миорском районе Витебской области. Находится в 2,5 км юго-западнее села Идолта; на линии Воропаево — Друя, между станциями Миоры и Друя.